# Urbanisme en France

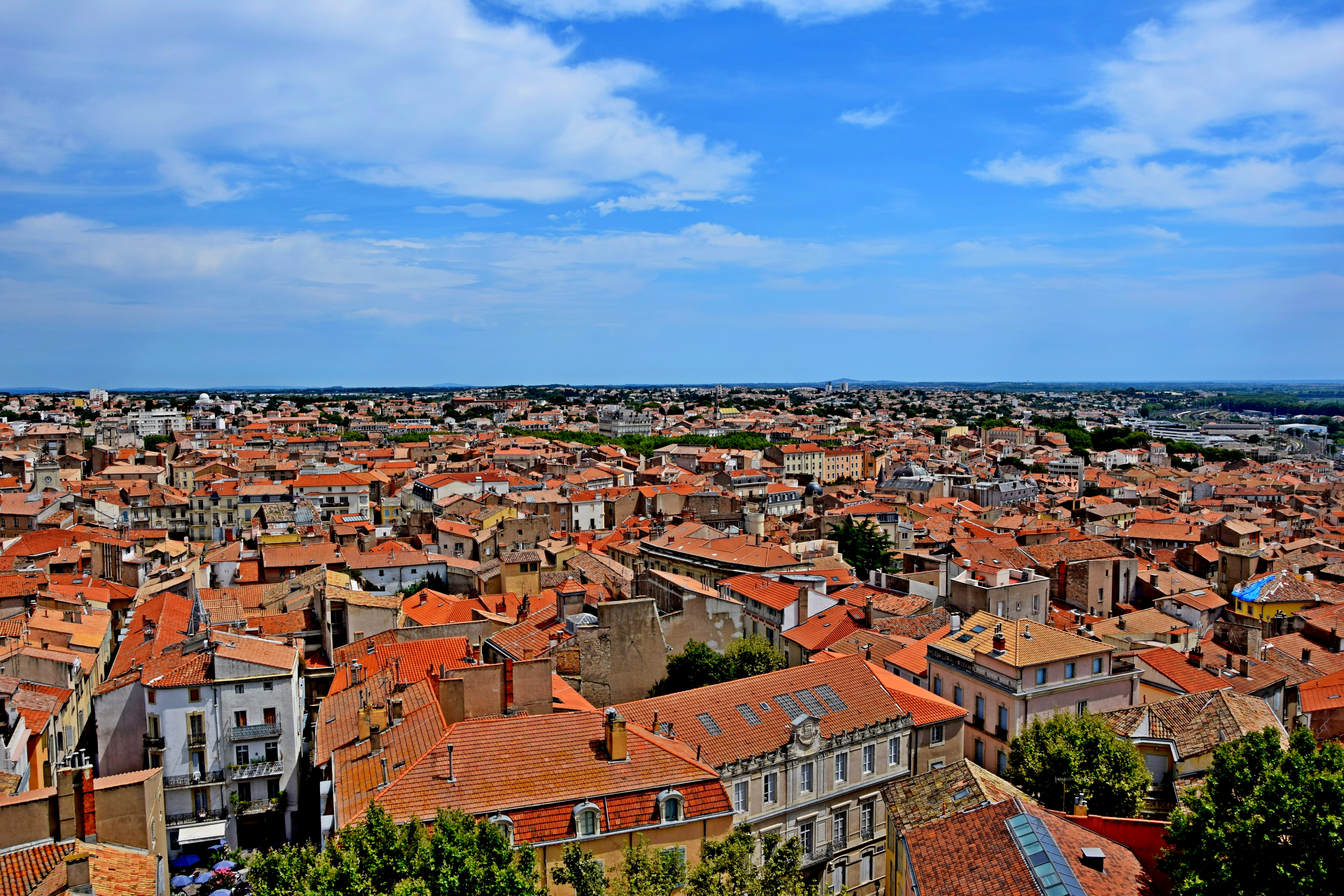
Béziers en 2014.

L'urbanisme en France s'entend principalement à un ensemble de règles s'imposant de façon régalienne au droit de propriété privée avant de constituer un droit de l'urbanisme spécifique. Mais les règles de construction et d'usage du sol ne se limitent à ce seul droit et doivent prendre en compte également les différents droits connexes comme celui de la domanialité, de l'environnement, des collectivités territoriales, du patrimoine… Mais l'urbanisme dépasse largement son cadre juridique. Il se fonde également sur un diagnostic des forces et des faiblesses d'un territoire, un inventaire des atouts, des moyens et les contraintes. Il se distingue également par son contexte multi-scalaire : pays, intercommunalité, aire urbaine, département, région, État, etc.
L'urbanisme relève de la mise en place et la gestion dans l'espace et dans le temps des hommes et de leurs activités en fonction d'un projet préalablement déterminé. Il n'existe donc pas d'urbanisme naturel ou organique. En dehors de cette volonté qui progressivement va se doter d'outils législatifs et règlementaires, le développement urbain se fait en utilisant au mieux les contextes, les besoins et les ressources locaux en tenant compte notamment du relief, du climat, des voies de communication, de la sécurité des habitants… L'urbanisme peut être accompagné d'une réflexion plus large et porter un projet politique explicite et/ou utopique. Au XIXe siècle, les projets en lien avec des courants de pensée ou philosophiques furent réalisés comme Welvyn et Letchworth par Ebenezer Howard, les cités-jardins, le Familistère de Guise par Jean Baptiste Godin sur la base des propositions de Charles Fourier, les salines d'Arcs et Senans avec Claude Nicolas Ledoux. Dans les années 1980, bon nombre d'équipes aux élections locales publièrent des « projets pour la cité » par exemple. Les « projets urbains » du début du XXIe siècle sont censés offrir une perspective similaire.

## Histoire sommaire de l'urbanisme en France
Il n'est pas question ici de faire une histoire détaillée de l'histoire des villes et de leur développement. On peut notamment se reporter notamment aux ouvrages de Georges Duby (Histoire de la France Urbaine- Seuil) et de Michel Ragon (Histoire mondiale de l'architecture et de l'urbanisme modernes, Casterman). Ce résumé sommaire montre les caractéristiques de l'urbanisme en France avec les grandes tendances au regard du contexte historique et socio-économique. Il faut aussi constater que l'histoire urbaine de la plupart des grandes villes restent à écrire au-delà des autres approches historiques, évènementielles, sociales et sociologiques, politiques, économiques… L'histoire urbaine des villes permet de comprendre la traduction spatiale de l'ensemble de ces approches.

### L'origine romaine
Faire un historique de l'urbanisme en France invite à examiner d'abord l'histoire des villes même s'il n'existe à ce jour que peu d'histoire systématique de l'évolution des villes comme pour Reims. Il apparaît alors qu'un certain nombre de villes françaises sont liées à leur origine à la conquête de la Gaule par les armées de Jules César. Il s'agit de rallier à la culture romaine les populations conquises. Les Romains importent avec eux pour l'organisation de leurs camps comme des villes un modèle déjà largement « conceptualisé » et l'on peut parler déjà d'urbanisme, même si le terme n'apparaîtra qu'au XIXe siècle. La ville romaine se caractérise au-delà des rites de fondation et de dédicace, par le tracé d'un périmètre. La ville est d'abord une limite entre le monde civilisé et les barbares, la ville est même le symbole de la civilisation (de civis : en latin, la ville). L'espace ainsi délimité s'ordonne à partir de deux axes orientés le plus souvent Nord-Sud et Est-Ouest pour des raisons symboliques, le decumanus et le cardo majores. L'ensemble des voies vont former un carroyage plus ou moins régulier ordonnancé sur ces deux axes majeurs. Au centre nous allons trouver deux espaces autant fonctionnels que symboliques : le forum d'une part, lieu « civique » par excellence, avec sa place publique, ses temples, son Sénat… et le marché bordé le plus souvent de boutiques et de greniers. Les deux axes majeurs sont prolongés par des portes ou arcs de triomphe au-delà desquels partent de façon rectiligne des voies vers les autres villes. Au-delà de ces portes se trouvent généralement les cimetières, car il convient de traverser le champ des morts avant d'entrer ou de sortir de la ville. Hors du périmètre urbain se trouvent souvent des quartiers d'artisans qui n'ont pas trouvé leur place en ville souvent à cause du caractère de leurs activités (polluantes, bruyantes ou taxées d'un tabou). La ville est dotée d'équipements dont parfois la fouille ou simplement la toponymie rappelle les thermes, le stade, l'amphithéâtre, les arènes… De nombreuses villes en France comme en Europe ont gardé jusqu'à nous jours la trace de cette ville romaine primitive comme à Reims par exemple avec la trace du cardo et decumanus majores avec ses deux portes, la porte Mars (entièrement conservée) et la porte Basée.
Parfois, le site lui-même contraint à l'abandon du plan régulier comme à Angers. Cette trame urbaine de fond reste souvent encore lisible deux millénaires après comme Toulouse.

### Le Moyen Âge
Les périodes de bas Empire et du Moyen Âge marquent le repli des villes dans des enceintes fortifiées et sur un périmètre qui témoigne de leur récession. C'est après l'An Mil que, bénéficiant d'une relative sécurité, les villes se développent pour faire face à l'essor économique et démographique. La création d'établissements nouveaux relève de la volonté du pouvoir local, seigneurial ou religieux (abbaye ou évêché) qui possède la terre et les droits sur ceux qui y habitent. Ces établissements prennent deux formes. Soit ils viennent conforter le pouvoir laïc et sont développés autour du château ou de la maison forte du seigneur des lieux : mottes castrales en pays d'Oïl et castelnaux en pays d'Oc, soit ils se situent à proximité d'une abbaye afin de bénéficier de la protection de la "paix de dieu" en contrepartie d'un travail pour l'abbaye (défrichage, cultures…). Ce sont notamment en Occitanie, les sauvetés.
Seul un urbanisme qui n'est d'ailleurs en rien emprunté au « modèle romain », va marquer de façon forte cette période : c'est celui des bastides dans le Sud-Ouest de la France. Ce modèle témoigne du lien entre un projet politique spécifique et original et un urbanisme volontaire dupliqué à plus de 300 exemplaires. Quelques villes nouvelles sont cependant construites sur le modèle dit gallo-romain comme Aigues Mortes en 1240 par Louis IX (Saint Louis). dans ce cas là il s'agissait d'avoir un nouveau port pour les Croisades.
Il faut noter que c'est à cette époque qu'apparaît le mouvement des révoltes communales des bourgeois contre leurs seigneurs laïcs et religieux qui les accablent de charges et d'impôts. Cela va conduire à l'attribution de chartes ou franchises communales aux villes qui vont pouvoir se gérer elles-mêmes, lever leurs propres impôts, avec leurs propres gens d'armes, exercer le droit de basse justice, etc. Ces révoltes sont parfois violente comme à Laon avec l'assassinat de l'évêque Baudry.

### La Renaissance
À la Renaissance, c'est à nouveau un urbanisme s'inspirant de l'urbanisme romain qui va servir de base aux villes nouvelles. De nombreux modèles idéaux apparaissent avec notamment avec Francesco di Giorgio Martini, Piedro Cataneo ou Francesco de Marchi.
C'est par exemple le cas de Vitry-le-François dans la Marne. Le centre-ville correspond à l'ancienne ville forteresse dessinée en 1545 par Girolamo Marini selon un plan orthogonal. La ville se définissait alors comme un carré de 612 mètres de côté, découpé en ilots carrés ou rectangulaires. Au centre, se trouvait une place carrée de 117 mètres de côté, la place d'Armes. Là se rejoignaient les deux artères principales, larges de 13,40 m, qui décomposaient la ville en quatre quartiers, eux-mêmes divisés en quatre par des rues dites « foraines » de 7,80 m, puis subdivisés en ilots par des voies plus étroites de 6,25 m de large. Toutes ces rues ont été créées de manière rectiligne, exception faite de la « sinueuse » 22 rue des Tanneurs. Un peu plus tard, la ville de Richelieu sera construite sur le même modèle.

### Les villes fortifiées aux marches du Royaume
Les premières interventions un peu systématiques d'un pouvoir régalien apparaissent avec les entreprises de fortification de Vauban (1633-1707), sans doute le premier « urbaniste » en France. Il fortifie des villes existantes aux marches du royaume ce qui a pour conséquence de modifier substantiellement la ville existante. Il crée aussi des villes nouvelles ex nihilo comme Neuf-Brisach, Huningue, Longwy, Salzbourg ou en fortifie d'autres comme La Rochelle. Dans ce cas, c'est souvent le modèle dit gallo-romain qui est employé.

### L'embellissement des villes à partir duXVIIesiècle
C'est au XVIIe siècle, avec Louis XIV, qu'apparaissent aussi les premiers plans d'embellissement des villes avec la création de places royales qui taillent dans le tissu existant des espaces à la célébration de la grandeur du roi, Louis XIV et Louis XV et Louis XVI principalement. On peut citer le plan Legendre à Reims avec la place royale et les promenades hors des remparts, la création de la place des Vosges à Paris, la place Ducale à Charleville-Mézières, les places royales à Rennes, Nancy, Nantes, Caen, ou encore Pau.

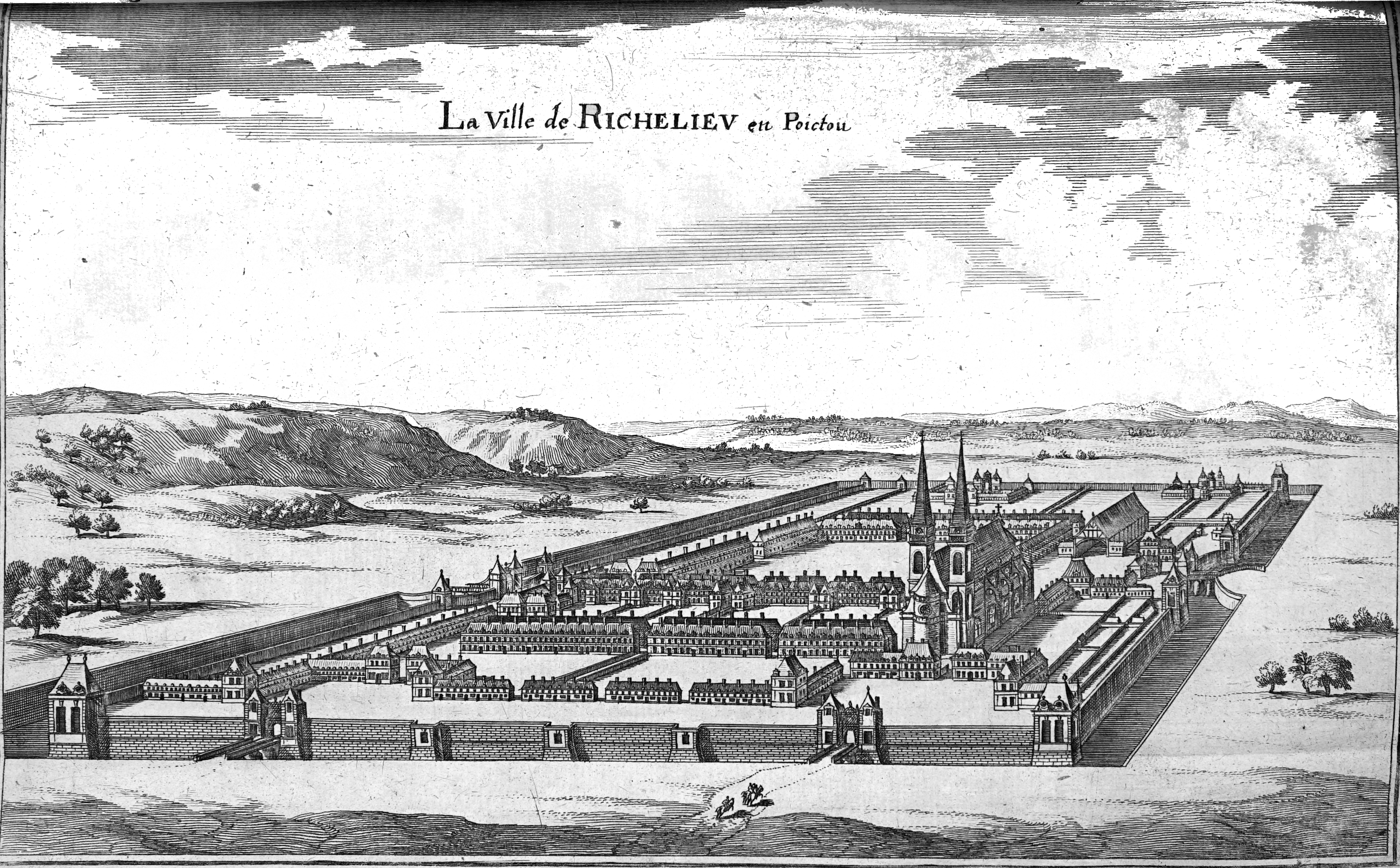
Ville de Richelieu (Indre-et-Loire) - 1657.

L'un des rares exemples de ville construite ex nihilo à cette époque en dehors des places liées à la défense du territoire se trouve dans la ville de Richelieu en Indre-et-Loire. Le cardinal de Richelieu fait bâtir cette ville entre 1631 et 1642. Elle constitue un témoignage remarquable de l’urbanisme du XVIIe siècle. « Cité idéale » dessinée par l'architecte Jacques Lemercier, elle est basée sur un plan en damier sur le modèle des villes romaines ou des bastides médiévales.
Il faut aussi noter les travaux d'aménagement de Paris sous l'impulsion du Préfet de police de l'époque, le Baron Haussmann autant pour des raisons esthétiques que pour des soucis de maintien de l'ordre après les insurrections de 1830 et 1848. Il fut assisté pour ces aménagements par l'ingénieur des Ponts et Chaussées Adolphe Alphand.

### La Révolution industrielle
C'est avec la Révolution industrielle du XIXe siècle que se pose le problème de l'organisation des villes. Il faut faire face à l'immigration d'une main d'œuvre d'origine rurale dont les fabriques et les usines ont besoin, et aussi prendre en compte les infrastructures de transports intérieurs qui se développent avec la technologie : canaux, chemins de fer, voitures, et bientôt aéroplanes et avions.
L'absence de conditions d'hygiène satisfaisantes entraîne des épidémies de toutes sortes. C'est sous la pression des hygiénistes que les premières mesures régaliennes apparaissent pour lutter contre les lotissements défectueux. De plus, ces mauvaises conditions de vie alliées à de mauvaises conditions de travail provoquent mécontentements et révoltes faisant de plus en plus d'adhérents aux théories révolutionnaires. Le baron Haussmann imagine alors le percement de nouvelles avenues dans Paris qui permettent autant d'assainir les quartiers ouvriers trop prompts à la révolte que la circulation des forces de l'ordre alors à cheval. C'est là que naissent les premiers plans d'alignement et d'assainissement. La planification est alors aisée sur la base de nouveaux cadastres que Napoléon a fait réaliser.
Avec Eugène Viollet-le-Duc va apparaître la protection des monuments historiques.
C'est avec la réglementation des lotissements qu'apparaissent alors la planification urbaine et le droit de l'urbanisme, avec des règles applicables à l'ensemble du territoire national. Cependant, ces plans n'ont d'efficacité que s'ils permettent d'acquérir les terrains nécessaires en portant atteinte au droit de propriété privée, droit fondamental inscrit dans l'article 17 de la déclaration des droits de l'homme et du citoyen de 1789. Aussi, l'outil principal de tout plan d'urbanisme et donc de toute planification urbaine va être le droit d'expropriation fondé en France sur la notion d'utilité publique et d'intérêt général qui prévaut sur la notion d'intérêt privé, fût-ce une somme d'intérêts privés.

### Les villes nouvelles de 1965

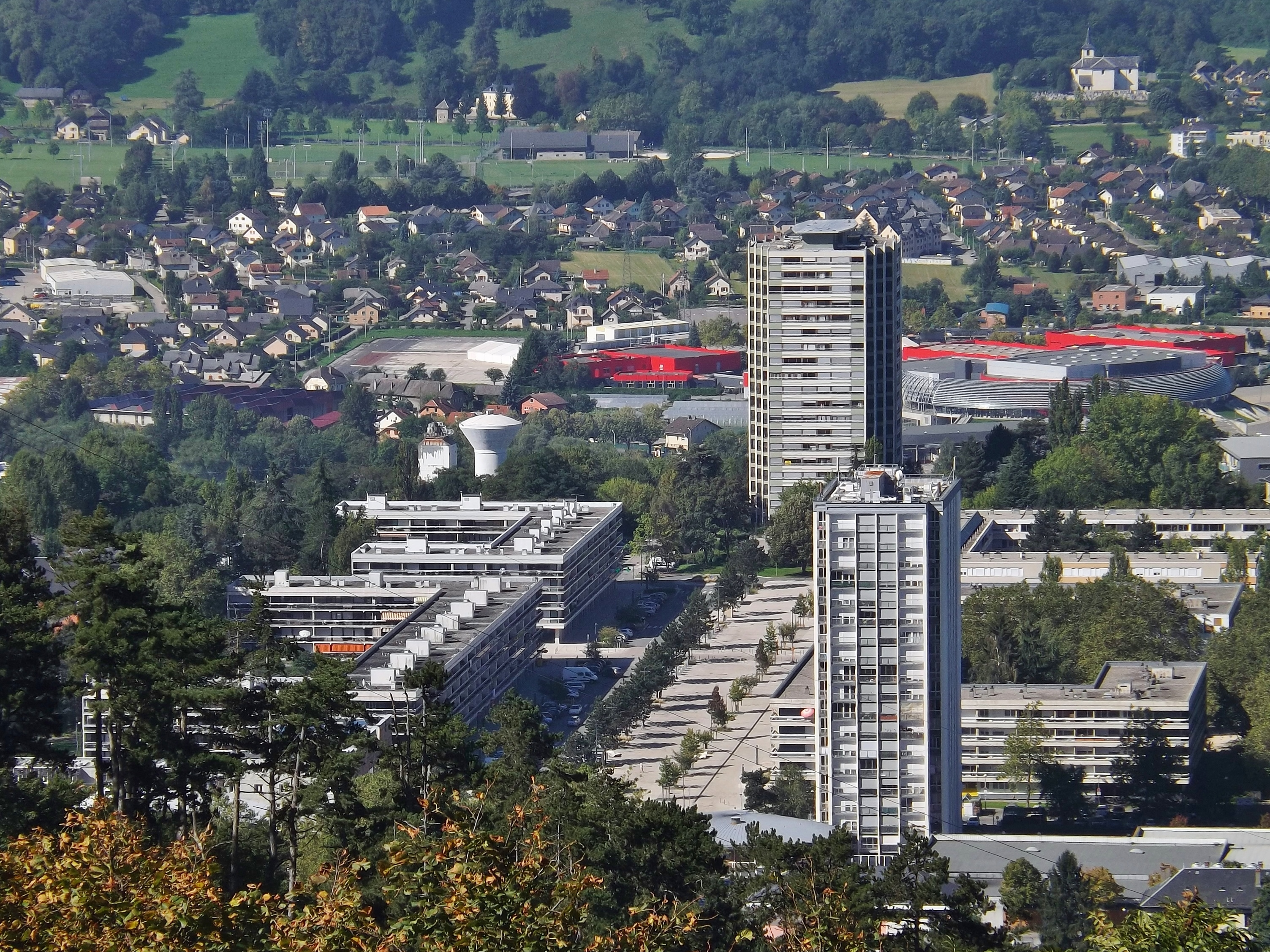
Les Hauts-de-Chambéry.

Après la Seconde Guerre mondiale et après l'immédiate reconstruction se met en place sur l'impulsion de la DATAR une politique d'aménagement du territoire. Il s'agit d'enrayer un phénomène qui a été décrit sous la paradoxe de "Paris et le désert français". Cet aménagement s'appuie sur trois axes :
- la création d'aires métropolitaines comme zones d'appui au développement local;
- la création d'une ensemble de villes nouvelles : Lille-Est (Villeneuve-d'Ascq), les villes nouvelles d'Evry, de Cergy-Pontoise, de Saint Quentin en Yvelines, de Marne la Vallée et de Melun-Sénart (puis nommée Sénart) en région parisienne, de l'Isle-d'Abeau entre Lyon et Grenoble, l'Étang de Berre (devenue Istres-Ouest-Provence) près de Marseille.
- la mise en place d'infrastructures de transports qui maillent le territoire.

Le développement de ces villes est handicapé par leur manque d'assise historique : elles n'existent au départ que grâce à des arrangements interministériels et font partie d'une « ville générique », comme dans le restant de l'Europe. Les urbanistes essaient de résoudre ce problème par l'organisation d'événements culturels, censés apporter personnalité, imaginaire et même dimension historique à la ville. Il existe deux modes d'action pour élaborer cet événement. Soit il est préparé de façon concertée entre les partenaires, chacun participant au projet urbain, pour fédérer les habitants ; soit il est préparé, avec des interlocuteurs, de façon à troubler, artificiellement, une normalité, voulant lui donner ainsi une force historique.

### La réhabilitation des quartiers anciens
Au début de la deuxième moitié du XXe siècle la situation de l'habitat en centre ville s'est dégradée. La population est relocalisée en périphérie soit dans des lotissements soit dans des grands ensembles HLM dans la ZUP. Ceci induit alors dans un premier temps une politique dite de rénovation qui a pour objet la destruction de quartiers entiers dans les centres-villes anciens, sans tenir compte du patrimoine historique par manque de finance, — pouvant induire des opérations de requalification (hautement spéculatives) —, lorsqu'il ne s'agit pas de faire la place au réseau routier « irrigant » la ville. Face à cette destruction massive, des réactions s'ensuivent et se mettent en place des procédures de protection notamment avec la loi Malraux et aussi des moyens comme la défiscalisation pour les travaux dans ces secteurs. L'élément opérationnel essentiel fut la création en 1977 de l'Opération programmée d'amélioration de l'habitat permettant la réhabilitation des immeubles vétustes et le financement de leur mise aux normes, un bon nombre font l'objet d'un curetage. Les grands ensembles de la seconde moitié du XXe siècle ont été réhabilités dans la jonction du XXIe siècle en arasant ou détruisant les plus grands immeubles, les autres faisant l'objet d'opération de rénovation urbaine dont le coût pour certains est sensiblement le même qu'une reconstruction à neuf; la population dans tous les cas devant être déplacée.

## Les outils juridiques auXIXesiècle

### Le plan d'alignement
Le principe est ancien puisqu'il est issu de l'édit royal de 1607 qui en établit les principes La servitude d'alignement est une création du Premier Empire avec la loi du 16 septembre 1807 prévoit que, dans toute ville de plus de 2 000 habitants, un plan d'alignement indiquera dans chaque rue la ligne que les façades ne peuvent dépasser. C'est toutefois une procédure lente qui ne s'applique qu'à mesure des destructions et des reconstructions, et il faut souvent des dizaines d'années, voire plus pour qu'un alignement soit complètement réalisé. Le plan d'alignement est aujourd'hui intégré directement dans les documents d'urbanisme (PLU) ou indirectement sous forme de plan de servitudes adjoint au dit plan.

### L'expropriation pour cause d'utilité publique
La définition : « l'expropriation pour cause d'utilité publique est une opération administrative par laquelle l’État ou les collectivités locales obligent un particulier à lui céder tout ou partie de la propriété d'un immeuble, bâti ou non, dans un but d'utilité publique et moyennant une juste et préalable indemnité ». La mise en œuvre repose sur une procédure permettant aux propriétaires de faire connaître leur avis; c'est l'enquête publique menée par un commissaire enquêteur désigné par l'État. Ce dernier fait ensuite un rapport concluant ou non à l'utilité publique de l'opération envisagée à la suite duquel l'autorité compétente prend une déclaration d'utilité publique. Ce principe est reconnu dans la déclaration de 1789 sous la notion de « nécessité publique ». C'est la loi du 8 mars 1810 qui fixe le premier régime juridique de l'expropriation. Elle sera rendue plus efficace par les lois du 7 juillet 1833 et surtout du 3 mai 1841. Ce droit va évoluer encore avec le décret-loi du 8 août 1935. Il est entièrement refondu avec l'ordonnance du 23 octobre 1958.

## Les outils juridiques auXXesiècle
Parmi les "outils" législatifs et règlementaires, convient de prendre en compte non seulement le droit de l'urbanisme mais aussi celui relatif à la protection et la mise en valeur du patrimoine pour une très large part urbain, le code de la construction et de l'habitat, le droit de l'environnement qui avec la loi ALUR renforce son champ "urbain", celui des transports et de la circulation avec notamment ses impératifs techniques, celui relatif aux enquêtes publiques et le développement de l'information voire de la participation des citoyens.
On ne peut limiter l'urbanisme aux droits et règlementations y afférents. Avec ces outils, il convient aussi de prendre en compte les politiques régionales, nationales voire européennes souvent assorties de moyens financiers plus ou moins importants qu'il s'agisse notamment de la "politique de la ville", des orientations en matière d'aménagement du territoire ou de transports et déplacements, en matière économique et institutionnelle, en matière de réalisation des grands équipements… L'urbanisme et notamment dans sa phase dite opérationnelle est à la confluence de nombreux intérêts politiques, économiques, sociaux et fait intervenir un système complexe d'acteurs : élus, citoyens, aménageurs publics et privés, promoteurs, constructeurs…

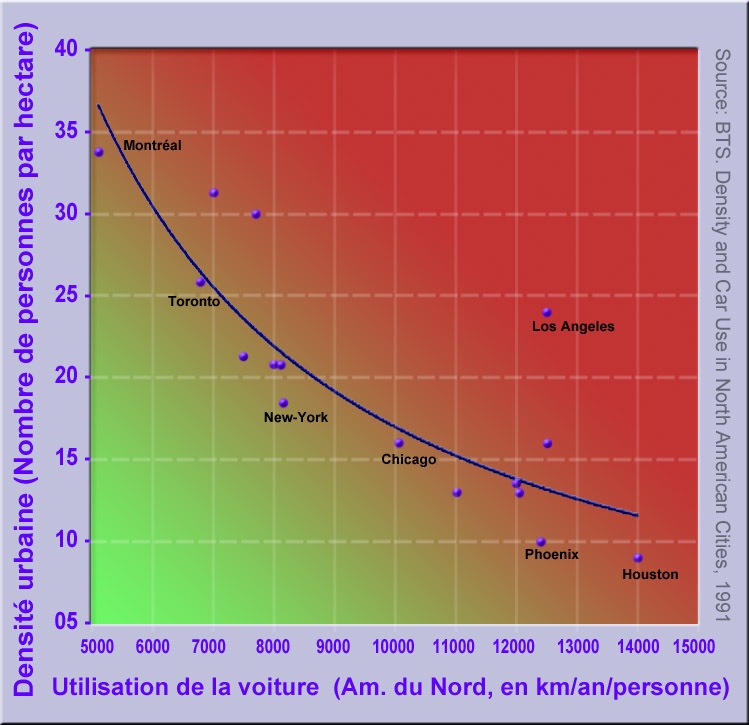
La forme urbaine et la planification urbaines favorisent certains modes de transports. Le relief, le climat et la planification et jouent un rôle modérateur ou aggravant selon les cas de l'étalement urbain, lequel favorise un usage plus intense de l'automobile, avec en effet connexe une éventuelle aggravation de la pollution automobile.

### Planification et droit des sols
C'est avec les lois Cornudet des 14 mars 1919 et 19 juillet 1924, à l'élaboration desquelles les membres du Musée social ont pris une part importante, que naît l'urbanisme contemporain avec en sus l'obligation de faire face à la reconstruction des villes détruites par la Première Guerre mondiale dans le Nord et l'Est de la France. Ces lois établissent deux séries de prescriptions :
- l'établissement d'un droit des sols attaché à la parcelle cadastrale, afin de garantir aux acquéreurs de lots que leurs terrains seraient convenablement viabilisés (adduction d'eau, réalisation des réseaux d'égouts, alimentation électrique, création de chaussées pavées ou revêtues);
- l'établissement de plans d'aménagement, d'embellissement et d'extension, ancêtres des documents d'urbanisme, c'est-à-dire des dossiers concernant l'aménagement global des communes qui en étaient pourvues;
- la mise en place progressive d'un droit des sols définissant les règles d'usages et de construction pour chaque parcelle cadastrale.

Il faut donc dans la période contemporaine distinguer trois phases dans l'urbanisme en France :
- la période de reconstruction après la Première Guerre mondiale,
- la période de reconstruction après la Seconde Guerre mondiale et le baby boom,
- la période actuelle et les prescriptions environnementales.

Pour être précis, le terme d'urbanisme recouvre au moins cinq notions souvent confondues :
- la stratégie de développement des territoires notamment au travers des SDAU puis des SCOT à l'échelle d'un pays autour d'une ville ou d'une agglomération : c'est la planification dite « stratégique »
- la programmation dite « politique » avec le PADD introduit dans les Plans locaux d'urbanisme (PLU) et avec les projets urbains
- le droit des sols, avec les POS et les PLU notamment, mais aussi les PSMV ; c'est la planification dite règlementaire : droit de l'urbanisme voire droit des sols
- la programmation d'une opération d'aménagement comme des réhabilitations, des OPAH, des ZAC, des zones d'activités ou d'équipements
- la programmation urbaine[19] qui, à partir d'une analyse d'un quartier ou d'une zone vise à déterminer les opérations d'urbanisme, d'équipements, d'aménagements, d'infrastructures nécessaires à son évolution.

#### Les loisCornudetde 1919 et 1924

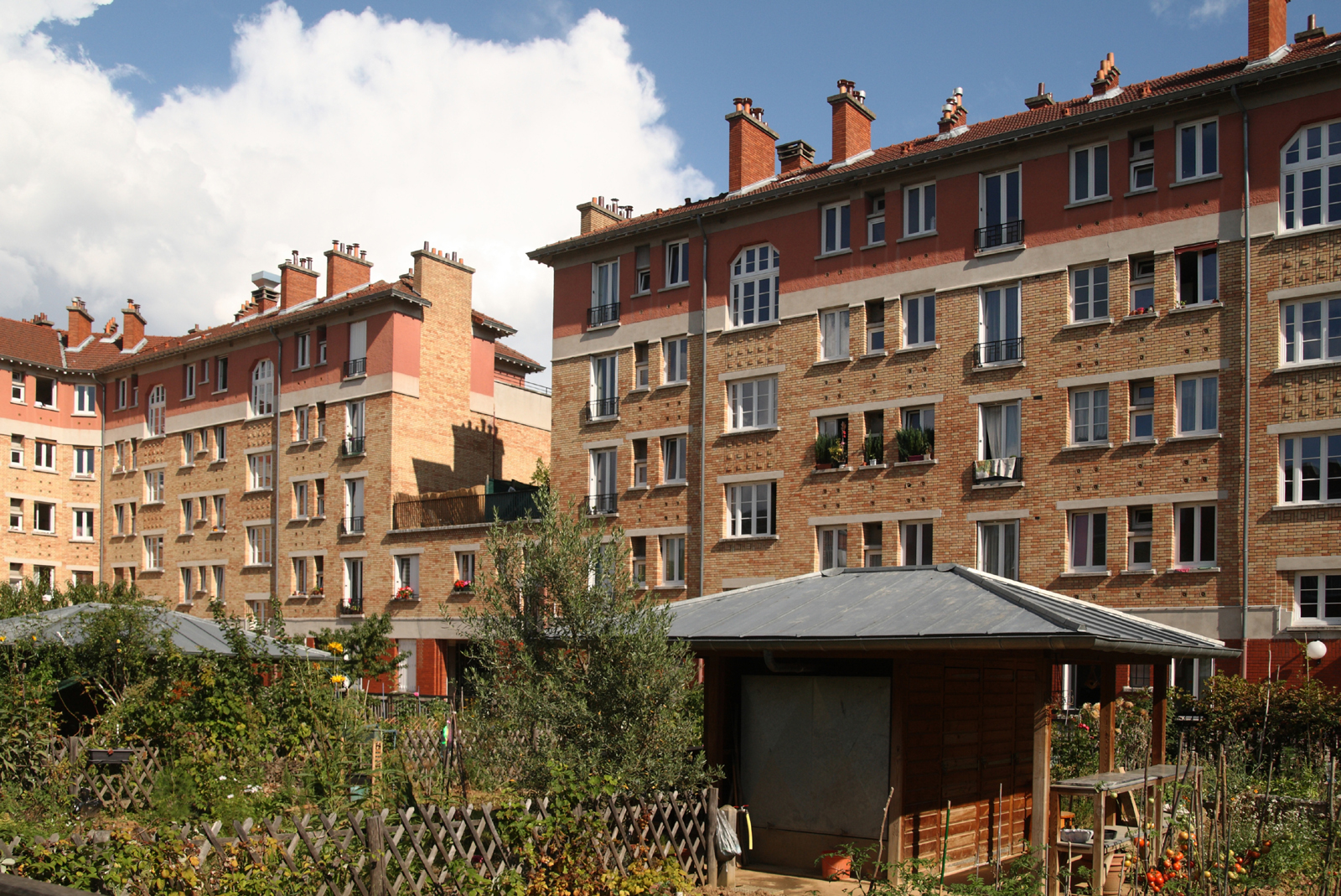
Cité-jardin de Suresnes.

Ces premières lois d'urbanisme ont deux caractéristiques fondamentales :
- elles sont obligatoires pour les villes de plus de 10 000 habitants et à toutes les communes du département de la Seine;
- elles couvrent la totalité du territoire communal.

Le plan doit comprendre :
- Un plan qui détermine notamment les voies à créer avec leurs caractéristiques dimensionnelles, les places, squares et jardins… L'échelle recommandée est le 1/5000e ou le 1/1000e. pour les alignements, il est recommandé les échelles de 1/20e ou 1/500e.
- un programme déterminant les servitudes hygiéniques, archéologiques et esthétiques et les indications relatives à la hauteur des bâtiments et les prévisions concernant la distribution de l'eau potable, les réseaux d'assainissement, l'assainissement du sol, les servitudes archéologiques…
- un arrêté du Maire pris après avis du conseil municipal et réglant les mesures prévues du plan et du programme.

La commune a trois ans pour élaborer le plan sinon le Préfet fait procéder d'office à son élaboration. Une commission départementale est chargée d'apprécier les projets. Sans plan, le Maire ne peut engager des plans d'alignement et de nivellement, ni aucune construction.
La loi de 1924 introduit une prise en compte des zones d'urbanisation future et crée la procédure de lotissement avec un plan d'aménagement précisant aussi les VRD et un cahier des charges de cession des terrains lotis. Le Maire peut réserver des terrains pour des espaces verts et des édifices et services publics. Les permis de construire ne pourront être délivrés sans ce plan.
Dans l'entre-deux-guerres sont construites plusieurs cités-jardins, en particulier sous l'impulsion d'Henri Sellier.

#### La loi de 1943
Avec la loi du 15 juin 1943, les plans des villes deviennent des « plans d'aménagement » traduisant par là la volonté de planification. Elle ouvre aussi la possibilité de créer des regroupements de communes au travers la notion de « groupement d'urbanisme » pour des projets intercommunaux. Mais cette loi pose surtout deux principes importants pour faciliter la mise en œuvre de ces plans :
- le principe d'utilité publique attaché aux plans ;
- le principe de non-indemnisation des servitudes d'urbanisme nées de ces plans[20].

#### Les réformes de 1958-1959

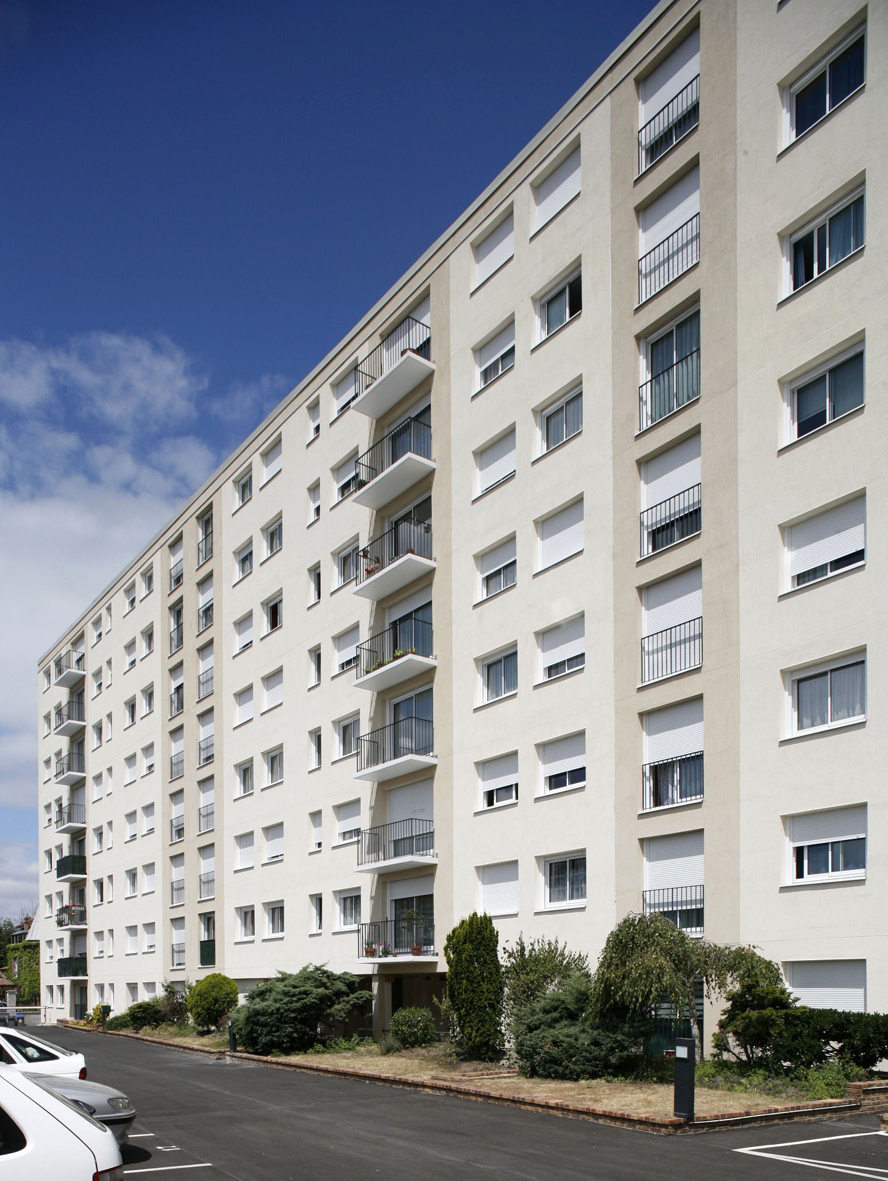
HLM à Joinville-le-Pont.

C'est la difficulté de mettre en œuvre ces plans issus des réglementations précédentes qui motive une nouvelle réforme avec les décrets du 31 décembre 1958 et du 21 septembre 1959 et les ordonnances et décrets du 31 décembre 1958. Il s'agit de doter la planification urbaine d'outils opérationnels comme les associations syndicales, les ZUP, les opérations de rénovation urbaine… Ces mesures réduisent aussi le pouvoir discrétionnaire des dérogations.
Les plans doivent comprendre :
- un plan ;
- un programme qui deviendra le règlement ;
- et une annexe au programme.

La nouvelle réglementation distingue notamment :
- les plans directeurs qui déterminent le grand maillage des secteurs à étudier et la nature de leurs usages (habitat, activités, campus, parcs publics…) ainsi que les grandes infrastructures;
- les plans d'urbanisme de détails (PDU) qui déterminent à la parcelle les droits et usages avec le tracé des voies, les servitudes de construction (recul, hauteur, prospects…), les secteurs de remembrement urbain, les secteurs d'acquisition publique…

Ces plans (PD et PDU sont obligatoires pour les villes de plus de 10 000 habitants. Pour les petites communes sont instaurés les « plans sommaires ».

#### La loi d'orientation foncière (LOF) de 1967
C'est la loi d'orientation foncière (LOF) du 30 décembre 1967 qui pose les jalons de l'urbanisme d'aujourd'hui. Le contexte du développement démographique du baby boom oblige à trouver des solutions pour mettre en chantier rapidement de nouveaux quartiers à la périphérie des villes et aussi d'accélérer la rénovation des centres-villes insalubres. Il s'agit aussi de développer une cohérence de l'aménagement du territoire dans le cadre de la planification nationale.
Cette loi distingue les schémas directeurs s'appliquant à une agglomération et le pays qui l'entoure des plans d'urbanisme proprement dits. Ces deux niveaux de planification ne vont pas avoir la même force juridique ni la même échéance dans le temps.

#### Les schémas directeurs d'aménagement et d'urbanisme et les SCOT
Les schémas directeurs d'aménagement et d'urbanisme (SDAU) sont élaborés dans le cadre d'un syndicat d'études regroupant l'ensemble des communes concernées par le développement d'une agglomération. Le SDAU comprend un schéma global à grande échelle (1/50 000e ou 1/20 000e) et en couleur et un rapport de présentation qui déterminent :
- les grands secteurs d'aménagement (habitat, activités);
- les grandes infrastructures : autoroutes, voies ferrées, aéroports, ports…;
- apparaît aussi pour la première fois une protection de certains territoires agricoles ou naturels (les parcs naturels, les boisements, les vignes…)

Les SDAU servent de cadre à l'élaboration des POS qui doivent être en conformité avec eux, notion floue qui sera définie progressivement par la jurisprudence administrative. La durée d'un SDAU est évaluée à 30 ans environ. Le document après une mise à la disposition du public est arrêté par le Préfet. Il ne dispose donc pas de la force juridique attachée à la mise à l'enquête publique. C'est un document d'orientation à long terme d'un territoire qui peut correspondre à peu près à l'aire urbaine d'une ville-centre. Les SDAU doivent s'inscrire dans les directives nationales d'aménagement du territoire élaborées par la DATAR.
Ces SDAU seront remplacés par les SCOT dans la réglementation issue de la loi SRU.

#### Les plans d'occupation des sols et les PLU
Les plans d'occupation des sols (POS) se substituent aux plans d'urbanisme de détails. Ces plans d'urbanisme obligatoires pour les communes ou groupement de communes de plus de 10 000 habitants. Pour les petites communes sont instaurées des « cartes communales ». Ces plans font l'objet d'une élaboration conjointe avec les services de l'État (DDE/GEP) et la ou les communes concernées. Ils doivent être en conformité avec les SDAU et ne supportent plus de dérogation hormis adaptations mineures.
Les POS comprennent obligatoirement :
- Un rapport de présentation qui dresse un diagnostic du territoire concerné en termes notamment d'évolution démographique et économique. Il énonce les intentions de la commune et ses perspectives de développement arrêtées dans le cadre de l'élaboration. Ce document a force de loi et peut être opposé aux tiers. Apparaît un zonage spécifique pour les zones agricoles protégées (non constructibles et dont l'usage ne doit pas changer) et pour les zones agricoles banales qui peuvent évoluer dans le temps et aussi supporter quelques constructions liées à l'usage agricole. Ce sont les zones ND et NC.
- Un ou plusieurs plans établis sur un fond de plan cadastral mis à jour. L'échelle est de 1/10000e pour les zones naturelles et de 1/5 000e ou 1/2 000e pour les zones bâties ou à urbaniser. Ce territoire est « zoné » avec pour chaque zone un règlement spécifique. Apparaissent aussi les alignements, les marges de recul par rapport aux voies publiques, les EBC (espaces boisés classés) qui ne peuvent changer d'affectation sauf remise en cause par une enquête publique, les ER (emplacements réservés), zones sur lesquelles les collectivités peuvent exercer un droit de préemption prioritaire pour la réalisation d'une voirie, d'un aménagement public ou d'un équipement public. Sont mentionnés le nom des bénéficiaires de ces emplacements réservés. les zones déjà urbanisées (zones U) font aussi l'objet d'une réglementation. Les zones U sont réputées équipées et le propriétaire d'un terrain n'a pas à supporter les coûts de desserte en VRD (voies et réseaux divers) de son terrain qui est réputé constructible de facto. Les zones NA déterminent les zones d'aménagements futurs.
- Un règlement qui est détaillé pour chaque zone. Les deux premiers articles détermines les usages autorisés avec ou sans condition sur la zone et les usages interdits. Il détermine aussi les règles de construction, les prospects et même les plantations, la surface minimale pour rendre un terrain propre à la construction et au un COS (coefficient d'occupation des sols). Ce COS détermine la surface de bâti constructible par rapport à la surface de terrain (SHON - surface hors œuvre nette). Il exprime en fait la densité. Ainsi un COS de 1 pour une parcelle de 1 000 m2 permet de construire une SHON de 1 000 m2, un COS de 0,5 pour la même parcelle permet de construire 500 m2.
- un document (plan et règlements) recensant l'ensemble des servitudes publiques sur les zones : EDF, voies ferrées, mines, aérodrome, grosses canalisation de gaz…);
- les annexes sanitaires (plans) précisant notamment les éléments de desserte en eau (potable et usée).

Ces documents sont approuvés par le Préfet (avant les lois de décentralisation de 1980) après une mise à l'enquête publique (loi Bouchardeau du 13 juillet 1983) et rapport d'un commissaire enquêteur sur les remarques formulées lors de ladite enquête. Il a alors force de loi. Il peut faire l'objet de modifications ou de révisions dans les conditions prévues par la loi. Ce document est prévu pour une durée de 5 à 10 ans. Toutes les autorisations (permis de construire, permis de démolir, certificat d'urbanisme, lotissement, AFU…) doivent être conformes aux prescriptions du POS.

## Les outils juridiques de l'urbanisme auXXIesiècle
La nouvelle réglementation issue de la loi SRU de 2000, tente de répondre aux nouveaux enjeux urbains, 50 ans après les lois élaborées au milieu du XXe siècle. Bien que tout comme elles, cette nouvelle orientation fasse l'objet de critiques, au fur et à mesure de sa mise en place.

### La loi SRU (2000)

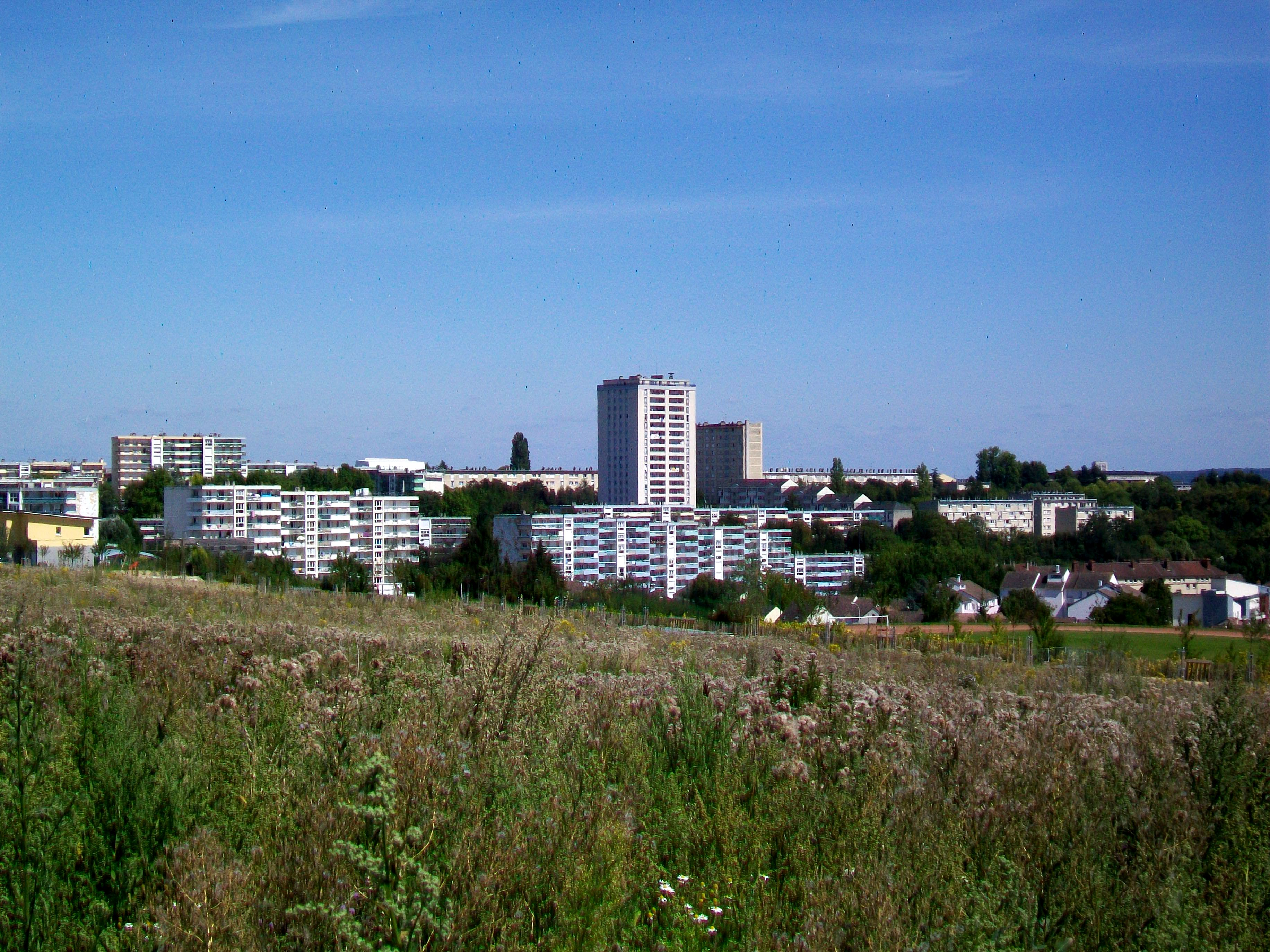
Quartier nord de Montataire.

Le contexte n'est plus le même que celui qui a prévalu à la LOF :
- Les lois de décentralisation des années 1980 ont transféré les pouvoirs en matière d’urbanisme aux collectivités locales et groupements de communes qui se sont dotés d'outils et de personnels compétents.
- Les usagers et les habitants ont été invités de plus en plus dans le cadre de l'élaboration des documents et des opérations à exprimer et faire connaître leur avis avec la loi Bouchardeau. La notion de concertation évolue vers celle de « gouvernance » qui est aujourd'hui l'un des critères d'un développement durable.
- Les préoccupations environnementales se sont développées notamment en matière de protection des espaces naturels et de la biodiversité et aussi des modalités juridiques de protection : Natura 2000, ZNIEFF. L'ADEME a développé une méthodologie nouvelle avec l'AEU (approche environnementale de l'urbanisme)…
- La consommation d'énergie est devenue une préoccupation majeure avec le Grenelle de l'Environnement notamment en termes d'habitat, de transports en commun, de dessertes en équipements de proximité…
- La notion de précaution invite de plus en plus à prendre en compte les risques naturels ou non avec les PPRI.
- La poursuite du développement des villes oblige aujourd'hui à s'interroger sur la consommation des espaces naturels et agricoles et invite à une densification…

Ces nouveaux enjeux ont profondément modifié la façon d'appréhender l'urbanisation et ses formes et ils ont généré une nouvelle forme de documents d'urbanisme et donc une nouvelle planification urbaine déterminées par un certain nombre de lois :
- La loi SRU (solidarité et renouvellement urbain) du 13 décembre 2000 est l’aboutissement d’un débat national lancé en 1999 ayant pour thème « Habiter, se déplacer… vivre la Ville » qui a fait ressortir la nécessité d’assurer une plus grande cohérence entre les politiques d’urbanisme et les politiques de déplacements dans une perspective de développement durable, et de la gestion du quotidien de vie (un meilleur contrôle de l'action des régies immobilières dans leur suivi des éléments de sécurité d'immeuble).
- Une meilleure prise en compte de la loi de répartition de compétences du 7 janvier 1983 implique un ajustement de la loi Solidarité et Renouvellement Urbains avec la loi du 2 juillet 2003 Urbanisme et Habitat.

La loi SRU comprend trois volets :
- un volet urbanisme avec la rénovation des documents d’urbanisme avec les SCOT. La loi réforme aussi la fiscalité de l’urbanisme pour permettre une utilisation de l’espace plus économe en supprimant notamment les taxes pour surdensité, mais aussi pour lutter contre l’urbanisation périphérique en créant une nouvelle participation pour création de voies nouvelles.
- un volet habitat pour renforcer la solidarité entre les villes. Après la solidarité financière mise en place par la loi Chevènement (avec l’instauration d’une taxe professionnelle unique), la loi Gayssot-Besson propose d’assurer une solidarité sociale en matière d’habitat au sein des agglomérations en renforçant les effets de la loi d’orientation sur la ville (LOV) du 13 juillet 1991.

Pour cela, et dès le 1er janvier 2002, les communes de plus de 3 500 habitants faisant partie d’une agglomération de plus de 50 000 habitants se verront taxées pour manque de tout logement social leur permettant d'avoir un parc de logement social au moins égal à 20 % des logements sur la commune. Ces sommes seront versées au bénéfice d’un établissement public (type EPIC ou EPF - établissement public foncier), lorsqu’il existe, en vue de la réalisation des logements sociaux. La loi SRU comporte aussi diverses mesures permettant d’assurer une meilleure protection de l’acquéreur immobilier et du locataire sur les consommations d'énergie réelles, un renforcement des procédures de lutte contre l’insalubrité et la mise en péril des immeubles, et une extension des compétences des offices publics d’HLM.
- un volet déplacements à mettre en œuvre une politique des déplacements au service du développement durable. Dans le cadre de la loi d’orientation sur les transports intérieurs du 30 décembre 1982 (LOTI), la loi conforte le plan de déplacements urbains (PDU) qui doit définir un partage modal équilibré de la voirie entre chacune des différentes catégories d’usagers. Elle renforce l’effet « prescriptif » du PDU qui peut délimiter des périmètres à l’intérieur desquels les conditions permettent de réduire ou de supprimer les obligations en matière d’aires de stationnement inscrites dans les plans locaux d’urbanisme. La loi offre également la possibilité aux autorités organisatrices de transports de se regrouper au sein d’un syndicat mixte de transport afin de rendre complémentaires les différents réseaux existants, mais aussi plus performants et attractifs pour les usagers. Enfin, à partir du 1er janvier 2002, la loi confie aux régions l’organisation des services ferroviaires régionaux de transport de voyageurs.

#### Les PLU
Le plan local d'urbanisme (PLU) doit être en articulation avec l'ensemble des autres dispositifs règlementaires. Citons notamment les lois spécifiques à certaines régions : loi montagne du 9 janvier 1985 et loi littoral du 3 janvier 1986. Il doit aussi prendre en compte les réglementations applicables localement et notamment celles relatives à la prévention des risques industriels, technologiques (PPRT - Plan de prévention des risques technologiques) - loi du 30 juillet 2003 - ou naturels (PPRN - plan de prévention des risques naturels).
La loi d'engagement national pour l'environnement ou « Grenelle II » du 12 juillet 2010 a modifié plusieurs aspects du PLU notamment en prescrivant la prise en compte de la trame verte et bleue, des orientations d'aménagement et de programmation, du PLH (programme local de l'habitat) voire PDU (plan de déplacement urbain) intégré dans celles-ci… De plus, lorsque l'EPCI (Établissement public de coopération intercommunale) a la compétence intercommunale, le périmètre du PLU est celui de l'intégralité de l'EPCI. Dans le contexte nouveau du Grenelle 2 de l'environnement, le PLU doit aussi prendre en compte l'ensemble des mesures de protection de la nature : Natura 2000, ZNIEFF… Il prend aussi en compte les dispositifs liés à la gestion de l'eau avec les SAGE et les SDAGE (schéma d'aménagement et de gestion des eaux).
- Voir : Conseils pour l'élaboration d'un PLU

## L'urbanisme opérationnel

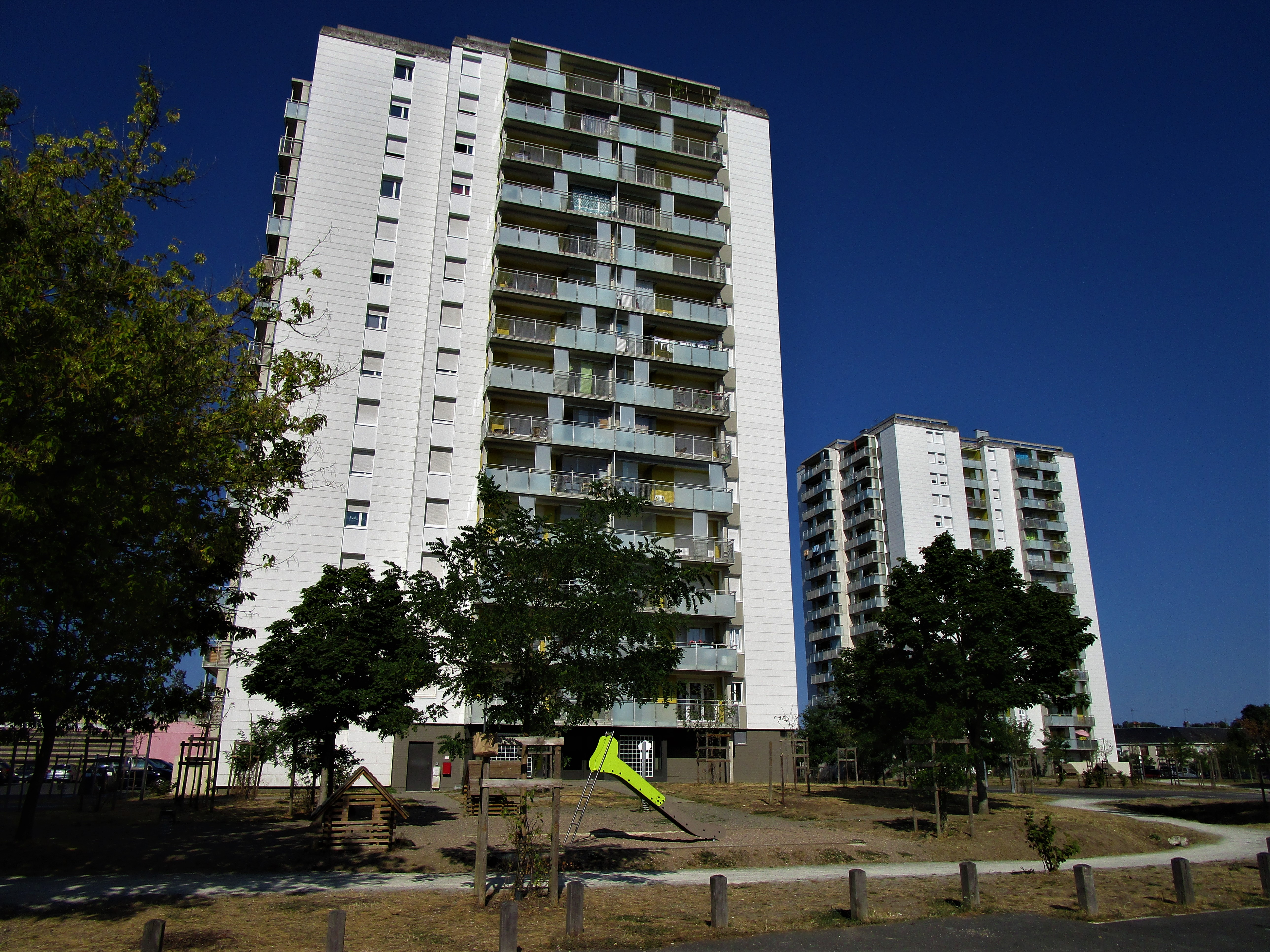
Immeubles rénovés du quartier de La Rabaterie, à Saint-Pierre-des-Corps.

L'urbanisme opérationnel, comme son pendant la planification spatiale, sont des notions juridiques floues. Dans la pratique l'urbanisme opérationnel recouvre l'ensemble des procédures visant à la mise en œuvre de l'aménagement d'un espace. La notion d'opération est rattachée à la définition fournie par l'article L 300-1 du code de l'urbanisme. Parmi ces procédures citons :
- les ZAC (zone d'aménagement concerté);
- les lotissements et le permis d'aménager;
- les AFU (associations foncières urbaines);
- les OPAH (opération programmée d'amélioration de l'habitat);
- les opérations relevant de Agence nationale pour la rénovation urbaine pour l'amélioration des quartiers;
- les projets urbains partenariaux/projets d'urbanisme prioritaire participatif partenarial (loi du 25 mars 2009)
- la rénovation urbaine;
- la résorption de l'habitat insalubre (RHI)
- les plans de ravalement…

À ces opérations, on peut ajouter les outils fonciers comme les ZAD, le droit de préemption urbain…
À toutes ces procédures encadrées, on peut ajouter les opérations d'intervention sur l'espace public comme la piétonisation d'un centre-ville, l'aménagement d'une place, la création d'un espace vert, la création d'une voirie, d'un pont, d'une piste cyclable…
Les opérations d'urbanisme de quelque nature qu'elles soient doivent être en conformité avec les PLU et le SCOT mais aussi avec les autres dispositions règlementaires s'appliquant sur le territoire concerné et aux terrains en cause.

## Pratique professionnelle
Nous pouvons évoquer la méthode de l'urbaniste Maurice Rotival qui développe une approche « scientifique » du moins pour le diagnostic et l'analyse et une démarche itérative avec des scénarios différents comme à Reims. L'ADEME développe depuis quelques années une approche spécifique dans le contexte du développement durable : l'AEU, approche environnementale de l'urbanisme. C'est avec les premières réflexions sur la planification urbaine notamment au sein du Musée social que naît la profession d'urbaniste avec la société française des urbanistes (SFU) et aussi les premiers enseignements de cette nouvelle discipline distincte de celles des ingénieurs, des architectes et des paysagistes. Le statut des urbanistes (concours et salaire) en hôtel de région, ou hôtel de métropole, ou hôtel de ville est celui de la fonction territoriale et non de la fonction d'État.

### L'élaboration des documents d'urbanisme
Le président de l'établissement public de coopération intercommunale compétent ou le maire conduit la procédure d'élaboration du PLU (code de l'urbanisme Art. R.123-15).
L'élaboration des documents de planification urbaine, notamment le PLU, peut notamment se faire sur la base d'appels d'offre publics qui font appel à des équipes spécialisées et pluridisciplinaires compte tenu des aspects nouveaux à intégrer dans les nouveaux documents : déplacements, environnement, paysage, risques spécifiques, énergie… Ces équipes sont alors généralement pilotées par des urbanistes formés à leur discipline, qualifiés (OPQU/AEU ou autre…) et expérimentés. Selon les problématiques, ces équipes intègrent, en sus des urbanistes, des paysagistes, des ingénieurs déplacements, des écologues, des sociologues, des économistes, des BET VRD, des architectes, des géographes, des juristes, des hydrologues, etc. Ces équipes sont soit des agences d'urbanisme privées ou publiques qui regroupent généralement en leur sein au moins les quatre compétences de base : urbanisme, environnement, paysage et déplacements, soit des groupements de professionnels privés venant d'horizons divers.
Le prix des études varie en fonction de la taille de la commune, de sa complexité, de son environnement, de la durée d'élaboration… Il varie de quelques dizaines de milliers d'euros pour une petite commune de quelques centaines d'habitants à plusieurs centaines de milliers d'euros pour de grosses agglomérations. Ce coût intègre les études de diagnostic, la phase d'élaboration proprement dite, la phase de concertation souvent avec exposition et réunions publiques et aussi la production finale des documents. La durée d'élaboration est généralement d'un à deux ans, voire trois, selon la taille de la commune ou du groupement de communes.
Rien ne s'oppose, sur le plan réglementaire, à ce que l'élaboration du PLU soit menée directement par la collectivité territoriale, si elle dispose de services suffisamment structurés. Elle peut s'appuyer sur les compétences internes de ses agents, sur des études ponctuelles préexistantes ou sur des missions confiées dans un domaine particulier (environnement, circulation, développement économique…) à des prestataires extérieurs spécialisés.

## Formation
La formation en urbanisme et aménagement est dispensée au sein d’instituts d’urbanisme et de formations supérieures en aménagement dès la naissance de l'urbanisme en France notamment sous l'impulsion du Musée Social et des fondateurs de la SFU. Certains de ces instituts ont joué un rôle moteur dans la formation et la reconnaissance du champ de l’urbanisme (avec les premiers logements « sociaux »). C’est le cas du plus ancien d’entre eux, l'Institut d’urbanisme de Paris, héritier de l’École des hautes études urbaines (1919) et de l’institut d’urbanisme de l’université de Paris (1924), qui est devenu École d'urbanisme de Paris en 2015 avec sa fusion avec l'Institut français d'urbanisme.
D’autres instituts d’urbanisme apparaissent en France à la fin des années 1960 et au tout début des années 1970, à Paris comme dans les principales villes françaises qui ont su développer des formations originales et appréciées des milieux professionnels : pour les premiers, l'Institut français d’urbanisme et l'Institut d'urbanisme de Paris (Paris XII Créteil), donc, puis le cycle supérieur d'urbanisme de Sciences-Po-Paris, l’université de la Sorbonne (Paris-IV), l'Université de Paris Ouest Nanterre - La Défense (Paris-X) enfin, le master et le magistère d’aménagement et urbanisme de l’université Paris-I Panthéon-Sorbonne ; citons également le Centre d'Études Supérieures d'Aménagement en 1969 (aujourd'hui intégré à Polytech'Tours), l'Institut de géoarchitecture à Brest, l’Institut d'urbanisme de Grenoble, l’institut d’aménagement régional d’Aix-en Provence, l'IATEUR (Institut d'aménagement du territoire et d'environnement de l'Université de Reims), l'IATU à Bordeaux et l'IAUL à Lille. Toutes ces formations se sont réunies dans une association internationale francophone, l'Association pour la promotion de l'enseignement et de la recherche en aménagement et en urbanisme (APERAU) qui défend la vocation simultanée universitaire et professionnalisante de leurs diplômes.
D’autres formations plus récentes, issues du town planning américain proposent également des cursus adaptés aux métiers du marketing territorial, comme le master management urbain de l’ESSEC.
Enfin, certaines formations plus orientées aménagement du territoire et développement territorial conduisent dans une moindre mesure aux fonctions d'urbaniste.